# کلچه‌تباران
کَلچه‌تباران (نام علمی: Neotragini) نام یک تبار از تیره گاوان است.

## طبقه‌بندی
- گوش‌آهو
  - گوش‌آهو D. megalotis
- دیک‌دیک
  - Günther's dik-dik M. guentheri
  - دیک‌دیک کرک M. kirkii
  - دیک‌دیک نقره‌ای M. piacentinii
  - دیک‌دیک نمکی M. saltiana
- کلچه‌ها
  - Bates's pygmy antelope N. batesi
  - کل‌ریزه N. moschatus
  - کل شاهی N. pygmaeus
- صخره‌پر
  - صخره‌پر O. oreotragus
- آهوی رنگ‌پریده
  - آهوی رنگ‌پریده O. ourebi
- سوزنی‌شاخ‌ها
  - آهوسنگی R. campestris
  - کل خاکستری دماغه R. melanotis
  - کل خاکستری شمالی R. sharpei